# Roewerania guduana
Roewerania guduana is een hooiwagen uit de familie Triaenonychidae.